# 1974年の野球
1974年の野球（1974ねんのやきゅう）では、1974年の野球界における動向をまとめる。

## 競技結果

### 日本プロ野球

#### ペナントレース

##### セ・リーグ
| 順位 | 球団               | 勝 | 敗 | 分 | 勝率 | 差   |
| 1位  | 中日ドラゴンズ     | 70 | 49 | 11 | .588 | 優勝 |
| 2位  | 読売ジャイアンツ   | 71 | 50 | 9  | .587 | 0.0  |
| 3位  | ヤクルトスワローズ | 60 | 63 | 7  | .488 | 12.0 |
| 4位  | 阪神タイガース     | 57 | 64 | 9  | .471 | 14.0 |
| 5位  | 大洋ホエールズ     | 55 | 69 | 6  | .444 | 17.5 |
| 6位  | 広島東洋カープ     | 54 | 72 | 4  | .429 | 19.5 |

##### パ・リーグ
| 順位 | 球団                   | 勝 | 敗 | 分 | 勝率 | 差   |
| 1位  | 阪急ブレーブス         | 36 | 23 | 6  | .610 | 優勝 |
| 2位  | ロッテオリオンズ       | 31 | 27 | 7  | .534 | 4.5  |
| 3位  | 太平洋クラブライオンズ | 30 | 30 | 5  | .500 | 6.5  |
| 4位  | 南海ホークス           | 27 | 28 | 10 | .491 | 7.0  |
| 5位  | 近鉄バファローズ       | 27 | 32 | 6  | .458 | 9.0  |
| 6位  | 日本ハムファイターズ   | 25 | 36 | 4  | .410 | 12.0 |

| 順位 | 球団                   | 勝 | 敗 | 分 | 勝率 | 差   |
| 1位  | ロッテオリオンズ       | 38 | 23 | 4  | .623 | 優勝 |
| 2位  | 南海ホークス           | 32 | 27 | 6  | .542 | 5.0  |
| 3位  | 阪急ブレーブス         | 33 | 28 | 4  | .541 | 5.0  |
| 4位  | 太平洋クラブライオンズ | 29 | 34 | 2  | .460 | 10.0 |
| 4位  | 近鉄バファローズ       | 29 | 34 | 2  | .460 | 10.0 |
| 6位  | 日本ハムファイターズ   | 24 | 39 | 2  | .381 | 15.0 |

| 順位 | 球団                   | 勝 | 敗 | 分 | 勝率 | 差   |
| 1位  | ロッテオリオンズ       | 69 | 50 | 11 | .580 | 優勝 |
| 2位  | 阪急ブレーブス         | 69 | 51 | 10 | .575 | 0.5  |
| 3位  | 南海ホークス           | 59 | 55 | 16 | .518 | 7.5  |
| 4位  | 太平洋クラブライオンズ | 59 | 64 | 7  | .480 | 12.0 |
| 5位  | 近鉄バファローズ       | 56 | 66 | 8  | .459 | 14.5 |
| 6位  | 日本ハムファイターズ   | 49 | 75 | 6  | .395 | 22.5 |

*優勝はプレーオフで決定。2位以下はプレーオフの結果に関係なく勝率順で決定

#### パシフィック・リーグプレーオフ
| 日付                       | 試合   | ビジター球団（先攻） | スコア   | ホーム球団（後攻） | 開催球場     |
| 10月5日（土）              | 第1戦  | ロッテオリオンズ     | 3 - 2    | 阪急ブレーブス     | 阪急西宮球場 |
| 10月6日（日）              | 第2戦  | ロッテオリオンズ     | 8 - 3    | 阪急ブレーブス     | 阪急西宮球場 |
| 10月7日（月）              | 移動日 | 移動日               | 移動日   | 移動日             | 移動日       |
| 10月8日（火）              | 第3戦  | 雨天中止             | 雨天中止 | 雨天中止           | 県営宮城球場 |
| 10月9日（水）              | 第3戦  | 阪急ブレーブス       | 0 - 4    | ロッテオリオンズ   | 県営宮城球場 |
| 年間優勝：ロッテオリオンズ |        |                      |          |                    |              |

#### 日本シリーズ
| 日付                                    | 試合   | ビジター球団（先攻） | スコア | ホーム球団（後攻） | 開催球場   |
| --------------------------------------- | ------ | -------------------- | ------ | ------------------ | ---------- |
| 10月16日（水）                          | 第1戦  | ロッテオリオンズ     | 4 - 5  | 中日ドラゴンズ     | 中日球場   |
| 10月17日（木）                          | 第2戦  | ロッテオリオンズ     | 8 - 5  | 中日ドラゴンズ     | 中日球場   |
| 10月18日（金）                          | 移動日 | 移動日               | 移動日 | 移動日             | 移動日     |
| 10月19日（土）                          | 第3戦  | 中日ドラゴンズ       | 5 - 4  | ロッテオリオンズ   | 後楽園球場 |
| 10月20日（日）                          | 第4戦  | 中日ドラゴンズ       | 3 - 6  | ロッテオリオンズ   | 後楽園球場 |
| 10月21日（月）                          | 第5戦  | 中日ドラゴンズ       | 0 - 2  | ロッテオリオンズ   | 後楽園球場 |
| 10月22日（火）                          | 移動日 | 移動日               | 移動日 | 移動日             | 移動日     |
| 10月23日（水）                          | 第6戦  | ロッテオリオンズ     | 3 - 2  | 中日ドラゴンズ     | 中日球場   |
| 優勝：ロッテオリオンズ（24年ぶり2回目） |        |                      |        |                    |            |

#### 個人タイトル
|                               | セントラル・リーグ | セントラル・リーグ | セントラル・リーグ | パシフィック・リーグ | パシフィック・リーグ | パシフィック・リーグ |
| タイトル                      | 選手               | 球団               | 成績               | 選手                 | 球団                 | 成績                 |
| ----------------------------- | ------------------ | ------------------ | ------------------ | -------------------- | -------------------- | -------------------- |
| 最優秀選手                    | 王貞治             | 巨人               |                    | 金田留広             | ロッテ               |                      |
| 最優秀新人                    | 藤波行雄           | 中日               |                    | 三井雅晴             | ロッテ               |                      |
| 最優秀投手                    | 堀内恒夫           | 巨人               |                    |                      |                      |                      |
| 沢村栄治賞                    | 星野仙一           | 中日               |                    |                      |                      |                      |
| 首位打者                      | 王貞治             | 巨人               | .332               | 張本勲               | 日本ハム             | .340                 |
| 最多本塁打                    | 王貞治             | 巨人               | 49本               | C.ジョーンズ         | 近鉄                 | 38本                 |
| 最多打点                      | 王貞治             | 巨人               | 107打点            | 長池徳二             | 阪急                 | 96打点               |
| 最多盗塁                      | 中塚政幸           | 大洋               | 28盗塁             | 福本豊               | 阪急                 | 94盗塁               |
| 最多安打                      | 松原誠             | 大洋               | 157安打            | 福本豊               | 阪急                 | 156安打              |
| 最多出塁数(セ) 最高出塁率(パ) | 王貞治             | 巨人               | 294出塁            | 張本勲               | 日本ハム             | .452                 |
| 最優秀防御率                  | 関本四十四         | 巨人               | 2.28               | 佐藤道郎             | 南海                 | 1.91                 |
| 最多勝利                      | 松本幸行 金城基泰  | 中日 広島          | 20勝               | 金田留広             | ロッテ               | 16勝                 |
| 最多奪三振                    | 金城基泰           | 広島               | 207奪三振          | 鈴木啓示             | 近鉄                 | 141奪三振            |
| 最高勝率                      | 松本幸行           | 中日               | .690               | 竹村一義             | 阪急                 | .750                 |
| 最多セーブ投手                | 星野仙一           | 中日               | 10S                | 佐藤道郎             | 南海                 | 13S                  |

#### ベストナイン
|          | セントラル・リーグ | セントラル・リーグ | パシフィック・リーグ | パシフィック・リーグ |
| 守備位置 | 選手               | 球団               | 選手                 | 球団                 |
| -------- | ------------------ | ------------------ | -------------------- | -------------------- |
| 投手     | 堀内恒夫           | 巨人               | 金田留広             | ロッテ               |
| 捕手     | 田淵幸一           | 阪神               | 村上公康             | ロッテ               |
| 一塁手   | 王貞治             | 巨人               | C.ジョーンズ         | 近鉄                 |
| 二塁手   | 高木守道           | 中日               | 山崎裕之             | ロッテ               |
| 三塁手   | 長嶋茂雄           | 巨人               | 有藤通世             | ロッテ               |
| 遊撃手   | 藤田平             | 阪神               | 大橋穣               | 阪急                 |
| 外野手   | G.マーチン         | 中日               | D.ビュフォード       | 太平洋               |
| 外野手   | 末次利光           | 巨人               | 張本勲               | 日本ハム             |
| 外野手   | 若松勉             | ヤクルト           | 福本豊               | 阪急                 |

#### ダイヤモンドグラブ賞
|          | セントラル・リーグ | セントラル・リーグ | パシフィック・リーグ | パシフィック・リーグ |
| 守備位置 | 選手               | 球団               | 選手                 | 球団                 |
| -------- | ------------------ | ------------------ | -------------------- | -------------------- |
| 投手     | 堀内恒夫           | 巨人               | 足立光宏             | 阪急                 |
| 捕手     | 田淵幸一           | 阪神               | 村上公康             | ロッテ               |
| 一塁手   | 王貞治             | 巨人               | W.パーカー           | 南海                 |
| 二塁手   | 高木守道           | 中日               | 桜井輝秀             | 南海                 |
| 三塁手   | C.ボイヤー         | 大洋               | 有藤通世             | ロッテ               |
| 遊撃手   | 河埜和正           | 巨人               | 大橋穣               | 阪急                 |
| 外野手   | 高田繁             | 巨人               | 福本豊               | 阪急                 |
| 外野手   | 山本浩司           | 広島               | 島野育夫             | 南海                 |
| 外野手   | 柴田勲             | 巨人               | 弘田澄男             | ロッテ               |

### 高校野球
- 第46回選抜高等学校野球大会優勝：報徳学園（兵庫県）
- 第56回全国高等学校野球選手権大会優勝：銚子商（千葉県）

### 大学野球
- 第23回全日本大学野球選手権大会優勝：早稲田大
- 第5回明治神宮野球大会優勝：中央大

- 東京六大学野球連盟優勝 春：早稲田大、秋：法政大
- 東都大学野球連盟優勝 春：駒澤大、秋：中央大
- 関西大学野球連合優勝 春：近畿大、秋：同志社大

### 社会人野球
- 第45回都市対抗野球大会優勝：大昭和製紙北海道
- 第1回社会人野球日本選手権大会優勝：三協精機

### メジャーリーグ
- ワールドシリーズ
オークランド・アスレチックス （4勝1敗） ロサンゼルス・ドジャース

## できごと

### 1月
- 1月16日 - 【MLB】全米野球記者協会による野球殿堂入りを決める記者投票が行われ、ミッキー・マントルとホワイティー・フォードの殿堂入りが決定[3]。
- 1月18日 - 太平洋は前デトロイト・タイガースのフランク・ハワードの入団を正式に発表[4]。
- 1月19日 - 阪神は藤井栄治と太平洋の阿部良男のトレードが成立したと正式に発表[5]。
- 1月25日 - 早稲田大学野球部は監督の石井藤吉郎が退任し、後任に石山建一が就任したと発表[6]。

### 2月
- 2月8日 - 株式会社東京スタヂアムが午前10時より東京球場にて株主総会を開き、精算、決算の報告を承認し、解散となる[7]。
- 2月12日 - 日本野球規則委員会が東京・銀座のプロ野球コミッショナー事務局にて、救援投手に対するセーブ記録の採用などルールの一部改正を発表[8]。
- 2月18日 - セ・リーグは東京・銀座の連盟事務所にて理事会を開き、今年度から救援投手に「セーブ」が採用されるため最多セーブ投手を表彰することを決定[9]。
- 2月19日 - パ・リーグは東京・銀座の連盟事務所にて理事会を開き、今年度より最多セーブ投手を表彰する、ダブルヘッダーの第一試合で暴力行為を働いた選手・監督は第二試合に出場させないことなどを決定[10]。

### 3月
- 3月4日 - 高野連が（夏の大会以降の）高校野球での金属バットの使用を解禁[11]。

### 4月
- 4月6日
  - プロ野球の公式戦がセ・リーグ、パ・リーグとも開幕[12]。
  - 第46回選抜高等学校野球大会の決勝戦が阪神甲子園球場にて午後1時2分から行われ、報徳高校が池田高校を3対1で破り、初優勝[13][14]。
- 4月8日 - 【MLB】アトランタ・ブレーブスのハンク・アーロンがアトランタ・フルトン・カウンティ・スタジアムでの対ロサンゼルス・ドジャース戦の4回裏に3号本塁打を放ち、ベーブ・ルースの通算714本塁打を抜いて、メジャー通算715本塁打の新記録を達成[15]。
- 4月10日 - 阪急の長池徳二が熊本県営球場での対日本ハム2回戦の5回に安打を放ち、プロ通算1000安打を達成[16]。
- 4月13日 - 南海ホークスの広瀬叔功が西宮球場での対阪急1回戦の9回表に代打で出場し、プロ通算2000試合出場達成[17]。
- 4月16日 - 太平洋の待井昇が平和台球場での対南海2回戦の9回裏に代打で出場して、サヨナラ適時打を放つ。プロ初安打がサヨナラ打となる[18]。
- 4月17日 - 南海の小池兼司が平和台球場での対太平洋3回戦に出場し、プロ通算1500試合出場を達成[19]。
- 4月23日 - 巨人の王貞治が後楽園球場での対ヤクルト4回戦の8回裏に三振に倒れ、プロ通算1000三振を記録[20]。
- 4月24日 - 日本ハムの張本勲が後楽園球場での対近鉄2回戦の1回裏に二塁打を放ち、プロ通算300二塁打を達成[21]。
- 4月27日 - 川崎球場でのロッテ対太平洋3回戦の4回裏に、1死三塁で成田文男の犠飛で三塁走者の弘田澄男がホームインするが、太平洋の捕手の宮寺勝利がブロックし弘田は宮寺の足に引っ掛かり転倒、これにロッテの監督の金田正一が激昂して宮寺に飛び蹴りして、両軍から選手が飛び出して乱闘に発展[22]。
- 4月28日 - 太平洋の基満男が川崎球場での対ロッテ4回戦1回表に2号本塁打を放ち、プロ通算100本塁打を達成[23]。

### 5月
- 5月8日 - 後楽園球場での日本ハム対太平洋3回戦の試合で、7回表に太平洋のファンが日本ハムの三塁手の阪本敏三めがけてビール瓶を投げつけ阪本は頭を裂傷し、日本ハムナインとファンが小競り合いする騒ぎが起きる[24]。
- 5月10日 - 巨人の高田繁が中日球場での対中日5回戦で、セ・リーグタイ記録の1試合6打数6安打[25]。
- 5月16日 - 福岡市は太平洋に対し、同球団が作成した4月27日の試合でのドン・ビュフォードと金田正一が乱闘している写真がデザインされた17日からの対南海4連戦、21日からの対ロッテ3連戦の宣伝用のポスターの回収を要請、オーナーの中村長芳も球団代表の坂井保之に対して撤去を命じる[26]。
- 5月19日
  - 阪急の高井保弘が後楽園球場での対日本ハム9回戦に9回1死一・二塁の場面で今津光男の代打で出場、三浦政基から4号3点本塁打を放ち、代打本塁打13本ののプロ野球タイ記録となる[27]。
  - 阪急の森本潔が後楽園球場での対日本ハム9回戦の2回表に3号本塁打を放ち、プロ通算100号本塁打を達成[28]。
- 5月21日 - ロッテの山崎裕之が平和台球場での対太平洋7回戦に先発出場し、プロ通算1000試合出場を達成[29]。
- 5月23日 - ロッテの木樽正明が平和台球場での対太平洋前期8回戦に先発登板し、3失点の完投で6勝目を挙げ、プロ通算100勝を達成[30]。
- 5月26日 - 近鉄の佐々木宏一郎が大阪球場での対南海ダブルヘッダー第2試合の9回戦に先発し、プロ通算500試合登板を達成[31]。
- 5月30日 - 巨人の王貞治が甲子園球場での対阪神11回戦の三回表に15号3点本塁打を打ち、プロ野球史上初の通算600号本塁打を達成[32]。
- 5月31日 - 南海の広瀬叔功が大阪球場での対太平洋6回戦の一回裏に安打を放ち、プロ通算3000塁打を達成[33]。

### 6月
- 6月8日 - 阪急の長池徳士が西宮球場での対南海9回戦に出場し、プロ通算1000試合出場を達成[34]。
- 6月9日 - 南海の野村克也が西宮球場での対阪急ダブルヘッダー第2試合の11回戦の7回表に二塁打を放ち、プロ通算350二塁打を達成[35]。
- 6月13日 - 阪神の江夏豊が甲子園球場での対広島11回戦の7回表に深沢修一から三振を奪い、プロ通算2000奪三振を達成[36]。
- 6月15日 - 阪神の田淵幸一が神宮球場での対ヤクルト9回戦の9回表に18号本塁打を放ち、プロ通算150本塁打を達成[37]。
- 6月20日 - 阪急が西京極球場での対近鉄13回戦に5-3と勝利し、パ・リーグ前期優勝を決める[38]。
- 6月22日
  - 大洋の坂井勝二が川崎球場での対ヤクルト11回戦の4回表に小田義人から三振を奪い、プロ通算1500奪三振を達成[39]。
  - 阪神の一枝修平が甲子園球場での対巨人12回戦に出場し、プロ通算1000試合出場を達成[40]。
- 6月28日 - 阪急の高井保弘が平和台球場での対太平洋クラブライオンズ13回戦の1回表に長池徳二の代打で出場して5号2点本塁打を打ち、プロ野球新記録を更新する14本目の代打本塁打となる[41]。
- 6月29日 - 巨人の王貞治が後楽園球場での対ヤクルト13回戦に出場し、プロ通算2000試合出場を達成[42]。

### 7月
- 7月4日 - パ・リーグの前期の公式戦が終了[43]。
- 7月5日
  - パ・リーグの後期が開幕[44]。
  - 近鉄のクラレンス・ジョーンズが日生球場での対阪急後期1回戦の五回裏に18号3点本塁打を打ち、プロ野球通算150本塁打を達成[45]。
  - 太平洋はフランク・ハワードを任意引退とした[46]。
- 7月9日 - 川崎球場での大洋ホエールズ対巨人11回戦の二回表巨人の攻撃、先頭打者の河埜和正への初球を主審の平光清はファウルと判定、これに対し巨人の監督の川上哲治が死球だと平光に抗議し、平光は暴力行為があったとして川上に退場を命じる。巨人の監督が退場処分を受けたのは、1956年7月31日の甲子園球場で行われた対阪神16回戦で水原円裕監督が審判に暴力行為で退場処分を受けて以来[47] [48]。
- 7月15日 - 巨人の王貞治が後楽園球場での対阪神14回戦の八回裏に23号満塁本塁打を放ち、プロ野球新記録の通算13本目の満塁本塁打を記録[49]。
- 7月13日 - 太平洋は前サンディエゴ・パドレスのマティ・アルーの入団を正式発表[50]。
- 7月17日 - 日本ハムのテリー・レイが対日生球場での近鉄後期1回戦の一回裏に3つボークを取られ、1イニング3ボークのパ・リーグ新記録[51]。
- 7月21日 - プロ野球オールスターゲーム第1戦が後楽園球場において行われ、9回裏パ・リーグの攻撃中、一死一塁の場面でロッテの山崎裕之の代打に阪急の高井保弘が起用され、オールスターゲーム史上初となる代打逆転サヨナラ本塁打を記録。パ・リーグが3対2で勝利し、高井はこの試合のMVPを獲得[52][53]。
- 7月30日 - 巨人の王貞治が神宮球場での対ヤクルト17回戦の五回表に27号3点本塁打を放ち、プロ通算1500打点を記録[54]。

### 8月
- 8月4日 - 巨人の王貞治が甲子園球場での対阪神17回戦の六回表に安打を放ち、プロ通算2000安打を達成[55]。
- 8月6日 - 巨人の長島茂雄が中日球場での対中日14回戦の五回表に2点適時打を放ち、プロ通算1500打点を達成[56]。
- 8月13日 - 広島の山本一義が広島市民球場での対阪神戦19回戦に先発出場し、プロ通算1500試合出場を達成[57]。
- 8月16日 - 近鉄の土井正博が日生球場での対日本ハム後期6回戦の六回裏に24号本塁打を放ち、プロ通算300号本塁打を達成[58]。
- 8月18日 - 日本ハムの高橋直樹が日生球場での対近鉄の後期8回戦で史上唯一の「一人で1試合の勝利投手とセーブ投手の両方を記録」を達成した[59]。この後、ルール改定が行われ、「勝ち投手になった場合、その人物にはセーブをあたえない」という規定が追加されたため、現在では達成不可能。
- 8月29日 - 日本ハムの張本勲が神宮球場での対太平洋後期8回戦に出場し、プロ通算2000試合出場を達成[60]。

### 9月
- 9月3日 - 中日の飯田幸夫が中日球場での対広島20回戦の九回裏無死満塁の場面で代打で起用され、3号サヨナラ満塁本塁打を放つ。代打サヨナラ満塁本塁打は史上6人目[61]。
- 9月22日 - ロッテの金田留広が静岡での対日本ハムダブルヘッダー第二試合の後期13回戦に先発して16勝目を挙げ、プロ通算100勝を達成[62]。
- 9月26日 - 南海対日本ハムの後期9回戦が後楽園球場で行われ延長11回4対4の引き分けに終わり、ロッテの後期優勝が決まる[63]。南海の佐野嘉幸が六回表に代打として出場し、プロ通算1000試合出場を達成[64]。
- 9月29日
  - 日本ハムの高橋博士が後楽園球場での南海ダブルヘッダー第二試合の後期13回戦で史上初の1試合全ポジションに付く[65][66]
  - 日本ハムの森中通晴が後楽園球場での対南海ダブルヘッダー第二試合の後期13回戦に登板し、プロ通算500試合登板を達成[67]。
- 9月30日 - 南海の球団社長の新山滋がオーナーの川勝伝に対し、「心身の疲労と企業発展のための新陳代謝」を理由に辞任を申し出て了承される[68]。

### 10月
- 10月2日 - パ・リーグの公式戦全日程が終了[69]。
- 10月4日 - 巨人の王貞治が後楽園球場での対阪神24回戦でセ・リーグタイ記録の1試合5敬遠四球[70]。
- 10月9日 - パ・リーグのプレーオフの第3戦が仙台宮城球場で行われ、ロッテが阪急に4対0で勝利し、3連勝で4年ぶり4度目のリーグ優勝[71]。
- 10月11日 - セ・リーグは今季から制定したカムバック賞にヤクルトの石岡康三を選出[72]。
- 10月12日
  - 中日ドラゴンズが中日球場での大洋とのダブルヘッダー第1試合の25回戦に6-1、第2試合の26回戦に9-2と連勝し、54年以来20年ぶり2度目のリーグ優勝[73][74]。
  - 巨人の長嶋茂雄が監督の川上哲治と共に午前、東京・大手町の読売新聞本社にオーナーの正力亨を訪ね、現役引退を申し入れ。神宮球場でのヤクルト対巨人26回戦の試合後に記者会見し、正式に引退を表明[75]。
- 10月14日
  - 長嶋茂雄が後楽園球場の対中日戦ダブルヘッダーの第2試合（26回戦）後に引退セレモニーを行う[76]。※スピーチの最後に発した「我が巨人軍は永久に不滅です」のセリフは、球史に残る名言として語り継がれている。
  - 阪神は監督の金田正泰と球団代表の戸沢一隆が辞任し、後任の球団代表に球団常務取締役の長田陸夫が就任すると発表[77]。
- 10月15日
  - セ・リーグの全日程が終了し、巨人の王貞治が2年連続で三冠王となる[78]。
  - 大洋の監督の宮崎剛が今季限りでの辞任を表明[79]。
- 10月21日
  - 大洋・中部謙吉と太平洋・中村長芳の両オーナーが午後3時から東京・千代田区の大洋漁業本社にて記者会見し、太平洋の監督に大洋の江藤慎一が選手兼任で就任すると正式に発表。太平洋の河原明とのトレードで移籍する[80]。
  - 広島は広島市内の球団事務所にて監督の森永勝也の辞任と、打撃コーチのジョー・ルーツの監督昇格を発表[81]。
- 10月22日 - 日本ハムの大下剛史と広島の上垣内誠・渋谷通のトレードが成立したと広島の球団代表の重松良典が発表[82]。
- 10月23日 - 日本シリーズの第6戦が中日球場で行われロッテが延長10回3対2で勝利し4勝2敗で24年ぶり2度目の日本シリーズ優勝達成。日本シリーズMVPはロッテの弘田澄男[83]。
- 10月24日
  - 1974年度のプロ野球セ・パ最優秀選手、ベストナイン、最優秀新人を決める記者投票の開票が午前10時から東京・銀座のコミッショナー事務局で開票され、最優秀選手にセ・リーグは王貞治、パ・リーグは金田留広が、最優秀新人選手はセ・リーグは藤波行雄、パ・リーグは三井雅晴が選出される[84]。
  - 大洋は新監督にヘッドコーチの秋山登が就任すると発表[85]。
- 10月25日
  - 阪神は吉田義男が監督に就任したと正式に発表。併せてオーナーの野田誠三が辞任し後任に本社社長の野田忠二郎が就任したと発表[86]。
  - 広島の大石弥太郎・白石静生と阪急の宮本幸信・児玉好弘・渡辺弘基の交換トレードが成立したと広島、阪急両球団が正式に発表[87]。
- 10月26日
  - 阪神の辻恭彦と大洋の辻佳紀の交換トレードが成立したと阪神、大洋両球団が正式に発表[88]。
  - 広島の一軍投手コーチの長谷川良平が球団に対し今季の成績不振の責任を取って辞任を申し出て了承される[89]。
- 10月30日 - 日本ハムの大杉勝男とヤクルトの小田義人・内田順三のトレードが成立したと日本ハム、ヤクルト両球団が正式に発表[90]。

### 11月
- 11月12日 - 大洋は東京・京橋の球団事務所にて球団代表の矢野純一が辞任し業務担当取締役に、球団社長の横田茂平が球団代表を兼任すると発表[91]。
- 11月18日 - パ・リーグのオーナー懇談会が午後1時から大阪・中之島のホテルにて開かれ、来季より指名打者制度の実施を決める[92]。
- 11月19日 - ドラフト会議が午前11時30分から東京・有楽町の日生会館にて行われる[93]。
- 11月20日 - 巨人の監督の川上哲治が草薙球場で行われた日米親善野球最終戦の試合後に記者会見し、監督の辞任を正式に発表[94][95]。
- 11月21日
  - 巨人は後楽園球場にて記者会見し、川上哲治の退任に伴い長嶋茂雄が新監督に就任したと発表。併せて、長島の現役時代の背番号「3」を永久欠番にすると発表[96][97][98]。
  - ロッテ・阪神は、池辺巌・井上圭一と鈴木皖武・小川清一・上辻修・平山英雄・森山正義の2対5のトレードが成立したと発表[99]。
- 11月25日
  - 近鉄の土井正博と太平洋の柳田豊・芝池博明の1対2のトレードが成立したと近鉄・太平洋両球団が発表[100]。
  - 大洋は、巨人の投手コーチ兼スカウトの藤田元司が大洋の1軍投手コーチに就任したと発表[101]。
  - 野球体育博物館に表彰、掲載される球界関係者を選出する競技者表彰委員会が午前11時から東京・有楽町の「アラスカ」にて開かれ記者投票が開票され、藤村富美男と藤本定義の野球殿堂入りが決定[102]。
- 11月26日 - 沢村賞の選考委員会が正午から東京・有楽町の交通大飯店にて開かれ、中日の星野仙一を選出[103]。
- 11月27日 - 阪神は前巨人の山内一弘が打撃コーチに就任したと正式に発表[104]。
- 11月29日 - 日本ハムは野球評論家の南村侑広が球団広報に就任したと発表[105]。

### 12月
- 12月2日 - 巨人の森昌彦が東京・大手町の球団事務所を訪れオーナーの正力亨に対しに退団を申し入れ了承される[106][107]。
- 12月16日 - 広島はゲイル・ホプキンス、リッチー・シェーンの入団が決定したと発表[108]。
- 12月18日 - 巨人の菅原勝矢が球団に対し現役引退を申し入れる[109]。
- 12月20日 - プロ野球実行委員会が東京・日航ホテルにて午後1時半より行われ、パ・リーグが指名打者制度の採用を提案、セ・リーグは日本シリーズ、オールスター戦、オープン戦でのセ・パ両リーグのチームが対戦する場合指名打者制は認めないことを条件に、パの指名打者制の導入を認める[110]。

## 誕生

### 1月
- 1月1日 - ケビン・バーン
- 1月28日 - マグリオ・オルドニェス
- 1月28日 - ジャーメイン・ダイ
- 1月29日 - 小林幹英
- 1月31日 - アリエル・ペスタノ

### 2月
- 2月11日 - 代田建紀
- 2月19日 - 坪井智哉
- 2月24日 - マイク・ローウェル

### 3月
- 3月11日 - ボビー・アブレイユ
- 3月12日 - 礒部公一

### 4月
- 4月24日 - 村田善則

### 5月
- 5月8日 - 陳甲龍
- 5月11日 - 山口和男
- 5月13日 - 野口茂樹
- 5月17日 - 副島孔太
- 5月22日 - ジョン・ベイル
- 5月23日 - 柴原洋
- 5月24日 - 小林雅英
- 5月25日 - ミゲル・テハダ

### 6月
- 6月4日 - ダリン・アースタッド
- 6月8日 - 三澤興一
- 6月12日 - 松井秀喜
- 6月13日 - ブライアン・スウィーニー
- 6月18日 - 大友進
- 6月26日 - デレク・ジーター
- 6月26日 - ジェイソン・ケンドール

### 7月
- 7月15日 - 佐久本昌広
- 7月27日 - ブライアン・シコースキー
- 7月30日 - 石田威仁
- 7月30日 - 坂田精二郎

### 8月
- 8月6日 - ルイス・ビスカイーノ
- 8月9日 - マット・モリス
- 8月21日 - 安達智次郎（+ 2016年）
- 8月27日 - 後藤光貴
- 8月27日 - ホセ・ビドロ

### 9月
- 9月11日 - 今岡真訪
- 9月12日 - 森慎二（+ 2017年）
- 9月15日 - 倉野信次
- 9月21日 - 澤﨑俊和

### 10月
- 10月3日 - アレックス・ラミレス
- 10月25日 - 李炳圭
- 10月29日 - R.A.ディッキー
- 10月31日 - ロブ・コルデマンス

### 11月
- 11月2日 - ホセ・フェルナンデス
- 11月2日 - オーランド・カブレラ
- 11月10日 - 岩瀬仁紀
- 11月22日 - ジョー・ネイサン

### 12月
- 12月4日 - 井口資仁
- 12月24日 - ケビン・ミルウッド

## 死去
- 2月20日 - ボブ・クリスチャン（* 1945年）
- 6月5日 - 富恵一（* 1941年）
- 10月17日 - 黒尾重明（* 1926年）
- 10月29日 - ジョージ・ウイルソン（* 1925年）